# Xenotaenia
Xenotaenia is een monotypisch geslacht van straalvinnige vissen uit de familie van de levendbarende tandkarpers (Goodeidae).

## Soort
- Xenotaenia resolanae Turner, 1946